# Alfonso Enrique Domínguez
Alfonso Enrique Domínguez Maidana (Durazno, 24 de septiembre de 1965) es un exfutbolista uruguayo, campeón de la Copa Libertadores en 1987 con Peñarol y de la Copa América 1987 con la selección uruguaya.

## Trayectoria
Alfonso Domínguez debutó profesionalmente en el año 1985, jugando en el Club Atlético Peñarol, donde permaneció hasta el año 1992. Entre ese año y 1993 jugó en el Club Atlético River Plate de la Primera División del Fútbol Argentino. Luego volvería a Uruguay para jugar en el tradicional rival de su primer equipo, el Club Nacional de Football, del cual formó parte entre 1994 y 1996. Su carrera profesional finalizaría en el año 2000, jugando para el Club Social y Deportivo Huracán Buceo.
Con la selección uruguaya de fútbol debutó el 19 de junio de 1987. Llegó a jugar un total de 31 partidos, para las Eliminatorias CONMEBOL de la Copa Mundial de la FIFA Italia 1990, la mencionada Copa Mundial, la CONMEBOL Copa América de Argentina 1987 (en la que Uruguay se consagró campeón), y la CONMEBOL Copa América de Brasil 1989.

## Selección nacional
Con la selección uruguaya disputó la Copa América de 1987 además del mundial de 1990.
| Torneo            | Sede      | Resultado |
| ----------------- | --------- | --------- |
| Copa América 1987 | Argentina | Campeón   |

| Mundial                        | Sede   | Resultado        |
| ------------------------------ | ------ | ---------------- |
| Copa Mundial de Fútbol de 1990 | Italia | Octavos de final |

## Clubes
| Club          | País      | Año       |
| ------------- | --------- | --------- |
| Peñarol       | Uruguay   | 1985-1991 |
| River Plate   | Argentina | 1992-1993 |
| Nacional      | Uruguay   | 1994-1996 |
| Huracán Buceo | Uruguay   | 1997-2000 |

## Títulos
| Título               | Club               | País      | Año    |
| -------------------- | ------------------ | --------- | ------ |
| Campeonato Uruguayo  | Peñarol            | Uruguay   | 1985   |
| Campeonato Uruguayo  | Peñarol            | Uruguay   | 1986   |
| Copa América         | Selección Uruguaya | Uruguay   | 1987   |
| Copa Libertadores    | Peñarol            | Uruguay   | 1987   |
| Campeonato Argentino | River Plate        | Argentina | 1992-A |
| Campeonato Argentino | River Plate        | Argentina | 1993-C |